# Saint-Josse-ten-Noode
Saint-Josse-ten-Noode (in olandese Sint-Joost-ten-Node) è uno dei 19 comuni bilingui della regione di Bruxelles-Capitale in Belgio; ha 27 032 abitanti e confina coi comuni di Bruxelles e Schaerbeek. Il nome è stato scelto in onore del santo monaco bretone Giudoco. È il comune con reddito pro capite più basso del Belgio.

## Edifici d'interesse
- Il municipio di Saint-Josse-ten-Noode, progetto di Léon Govaerts in stile Beaux-Arts, costruito nel 1911.
- Piscina comunale di Saint-Josse-ten-Noode, edificio in stile art deco.

## Amministrazione

### Gemellaggi
Saint-Josse-ten-Noode è gemellata con le seguenti città:
- Verona, Italia[1]
- Nîmes, Francia